# Yellowjackets
Yellowjackets er et amerikansk fusionsorkester dannet i USA i 1977.
Orkestret blev dannet ved en indspilning med guitaristen Robben Ford, hvor de oprindelige musikere foruden Ford var Russell Ferrante på keyboards, Jimmy Haslip på basguitar og Ricky Lawson på trommer. Produceren ved denne indspilning var Tommy LiPuma, som gav gruppen navnet Yellowjackets efter at havde set en liste over bandmedlemmernes forslag til evt. navne. Efter deres anden album Mirage a Trois (1984), forlod Ford gruppen og blev erstattet af Marc Russo på Saxofon, som igen blev erstattet af Bob Mintzer (1990), efter deres fjerde album Spin (1989). Ricky Lawson blev erstattet af Will Kennedy på trommer (1987), som blev erstattet i en periode af Marcus Baylor (2001), for så at vende tilbage til gruppen igen (2011). Jimmy Haslip forlod gruppen og blev erstattet af Felix Pastorius, som er Jaco Pastorius søn, som kun var med på en plade A Rise on the Road (2013). Herefter kom Dane Alderson med på bas som har været bassist siden (2015). Gruppen har indspillet 25 albums, og har vundet to Grammy Awards for bedste R&B Instrumental Performance: "And You Know That" (1987) og for bedste Jazz Fusion Performance: Politics (1989) og de er ligeledes blevet nomineret til fem andre grammyer gennem tiden. Yellowjackets var nr. 1 på Billboard Contemporary Jazz Album chart med lp´en Greenhouse i (1991). Gruppen har ligeledes haft afløsende medlemmer på primært turneer såsom Mike Miller på guitar (1983) og Michael Landaur på guitar (1985), samt Peter Erskine på trommer (1999-2000), og Terri Lyne Carrington på trommer (2000).

## Nuværende Medlemmer
- Russell Ferrante - Keyboards
- Bob Mintzer - Saxofoner
- Will Kennedy - Trommer
- Dane Alderson - Bass

## Diskografi
- Yellowjackets (1981)
- Mirage a Trois (1983)
- Samurai Samba (1985)
- Shades (1986)
- Four Corners (1987)
- Politics (1988)
- The Spin (1989)
- Greenhouse (1991)
- Live Wires (1992)
- Like a River (1993)
- Run for Your Life (1994)
- Dreamland (1995)
- Blue Hats (1997)
- Club Nocturne (1998)
- Mint Jam (2001)
- Time Squared (2003)
- Peace Round: A Christmas Celebration (2003)
- Altered State (2005)
- Twenty-Five (2006)
- Lifecycle (2008)
- Timeline (2011)
- A Rise in the Road (2013)
- Cohearence (2016)
- Raising Our Voice (2018)
- Jackets XL (2020)

## Eksterne Henvisninger
- Homepage
- Yellowjackets på Allmusic
- Yellowjackets på Discogs
- Yellowjackets på MusicBrainz
- Yellowjackets på SoundCloud